# Психолингвистика
Психолингвистиката е дял от езикознанието (лингвистиката), който изучава процесите на образуване, възприемане и формиране на речта в тяхната съотнесеност със системата на езика.
Дотолкова, доколкото обхваща изучаването на процеси, пряко свързани с дейността на нервните структури и висшите психични функции, психолингвистиката е гранична наука, тъй като лингвистиката регистрира и изучава езиковите процеси в синхроничен и диахроничен аспект, но е безсилна да изследва и обясни процесите на формиране на езиковата способност и реализацията ѝ при отделната личност.
Психолингвистиката започва своето развитие едва през 50-те години на 20 век. За сметка на това, развитието ѝ е бурно, в него се включват лингвисти, психолози, физиолози, математици и др. Акцентира се върху изработването на модел, който да обясни и илюстрира начина, по който отделната личност регистрира, преработва, класифицира и запаметява езиковия стимул, по който образува семантични връзки между понятията и ги оформя като изказване. Изработването на такъв модел обаче се оказва немислимо без изучаване на езиковото овладяване в онтогенетичен план. Затова възниква един от най-важните клонове на психолингвистиката — психолингвистика на развитието (част от възрастовата психолингвистика), изучаващ сформирането на езиковата система при децата. В процеса на изследване все по-често се поставя въпросът за универсалното и специфичното в овладяването на родния език. Изследователи като Ноам Чомски и Даниел Слобин се опитват да открият това, което е общовалидно в овладяването на езика, независимо от спецификата на отделните езици. Чомски говори за „универсална граматика“, на която се подчинява овладяването на езика – „…схематична структура от правила, които са задължителни за всички човешки езици,…условията, на които такива граматики трябва да отговарят и принципите, от които се определя интерпретацията им.“, а Слобин стига по-далеч – избягвайки употребата на неясния концепт „универсална граматика“, той използва понятието „универсалии“, отнасящи се до различните области от езиковата способност. В съответствие с формулировката си, Слобин отделя 7 оперативни принципа, чието приложение се извършва чрез по-конкретните универсалии. Изводите му се базират на задълбочен анализ на закономерностите в овладяването на редица езици, главно индоевропейски.
Повечето автори посочват като универсалии два процеса, съпътстващи задължително езиковото овладяване – свръхгенерализацията и словотворчеството. Свръхгенерализацията е явление, което се характеризира с абсолютизиране на определени морфологични модели, които без изключение са продуктивни на дадения етап от развитието на езика, и които се разпростират дори върху форми, неизискващи употребата им. Наблюдава се стремеж у детето да игнорира изключенията и да абсолютизира останалите правила. Пример за свръхгенерализация в българския език е запазване на основата на формата за единствено число, мъжки род в думи като орел, петел, козел, които в множествено число се трансформират в: орели, петели, козели. Другото закономерно явление-словотворчеството-е резултат от вече сформирани в детското съзнание езикови модели, използващи се за образуването на своеобразни неологизми, например „мазелин“ вм. вазелин, „улиционер“ вм. милиционер .
Един от основните термини в психолингвистиката – „езикова способност“ – е въведен от Чомски. С него се обозначават няколко страни:
- владеене на граматиката на съответния език.
- владеене на външната/фонологична/ форма на езика
- владеене на правилата за адекватно използване на езика според социалния контекст.

Ако една от тези части не е изпълнена, не може да се говори за сформиране на езиковата способност.